# Wojciech Kilar

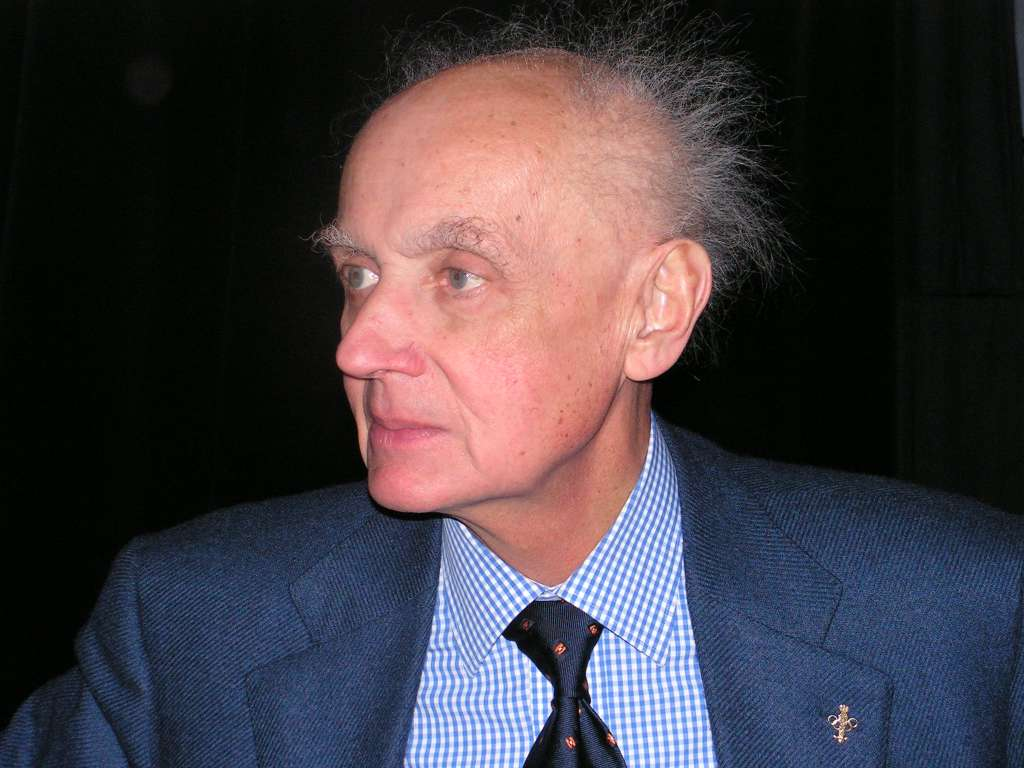
Podczas uroczystości nadania swego imienia Państwowej Szkole Muzycznej w Dzierżoniowie w dniu 28 października 2005

Wojciech Kilar (ur. 17 lipca 1932 we Lwowie, zm. 29 grudnia 2013 w Katowicach) – polski pianista, kompozytor muzyki poważnej, religijnej i filmowej. Kawaler Orderu Orła Białego.

## Życiorys
Urodził się 17 lipca 1932 roku we Lwowie. Jego dom rodzinny znajdował się przy ul. Sapiehy 89. Ojciec kompozytora, Jan Franciszek Kilar, był lekarzem, zaś matka Neonilla – aktorką teatralną. Jako dziecko Wojciech Kilar z wielką niechęcią brał lekcje gry na fortepianie u pani Reissówny. Po przymusowym wysiedleniu ze Lwowa, w latach 1946–1947 kontynuował naukę gry na fortepianie w Państwowej Średniej Szkole Muzycznej nr 2 w Rzeszowie u K. Mirskiego. W tym czasie zamieszkiwał w tamtejszej kamienicy przy ulicy Grunwaldzkiej 6. W Rzeszowie ukończył liceum.
Jako pianista zadebiutował w 1947 roku na konkursie Młodych Talentów, wykonując własne Dwie miniatury dziecięce (II nagroda). W latach 1947–1948 uczęszczał do Państwowego Liceum Muzycznego w Krakowie w klasie M. Bilińskiej-Riegerowej (fortepian) oraz Artura Malawskiego (harmonia – prywatnie), zaś w latach 1948–1950 do Państwowego Liceum Muzycznego w Katowicach u Władysławy Markiewiczówny (fortepian). Równocześnie pobierał prywatne lekcje kompozycji u Bolesława Woytowicza. Po ukończeniu szkoły średniej rozpoczął studia w Państwowej Wyższej Szkole Muzycznej w Katowicach. Studiował u Władysławy Markiewiczówny (fortepian), Artura Malawskiego (teoria muzyki) i Bolesława Woytowicza (fortepian i kompozycja). Dyplom ukończenia studiów z wyróżnieniem uzyskał w 1955 roku. W tym samym roku otrzymał II nagrodę za Małą uwerturę na Konkursie Utworów Symfonicznych na V Festiwalu Młodzieży w Warszawie.
W latach 1955–1958 był asystentem Woytowicza w krakowskiej Państwowej Wyższej Szkole Muzycznej. W 1957 roku uczestniczył w Międzynarodowych Kursach Wakacyjnych Nowej Muzyki w Darmstadt. W latach 1959–1960 jako stypendysta rządu francuskiego kształcił się pod kierunkiem Nadii Boulanger w Paryżu.
W 1960 roku otrzymał za Odę Béla Bartók in memoriam nagrodę fundacji im. L. Boulanger w Bostonie. Występował także jako pianista wykonując własne utwory. 1979–1981 pełnił funkcję wiceprezesa Zarządu Głównego Związku Kompozytorów Polskich. W 1977 roku został członkiem założycielem Towarzystwa im. Karola Szymanowskiego w Zakopanem; przez dwie kolejne kadencje był wiceprezesem. Był również członkiem Związku Podhalan.
Wojciech Kilar był katolikiem, ważne miejsce stanowiła dla niego Jasna Góra, gdzie m.in. świętował swoje urodziny. Obchodzono tam tzw. Dzień Kilara. Należał do konfraterni zakonu paulinów.

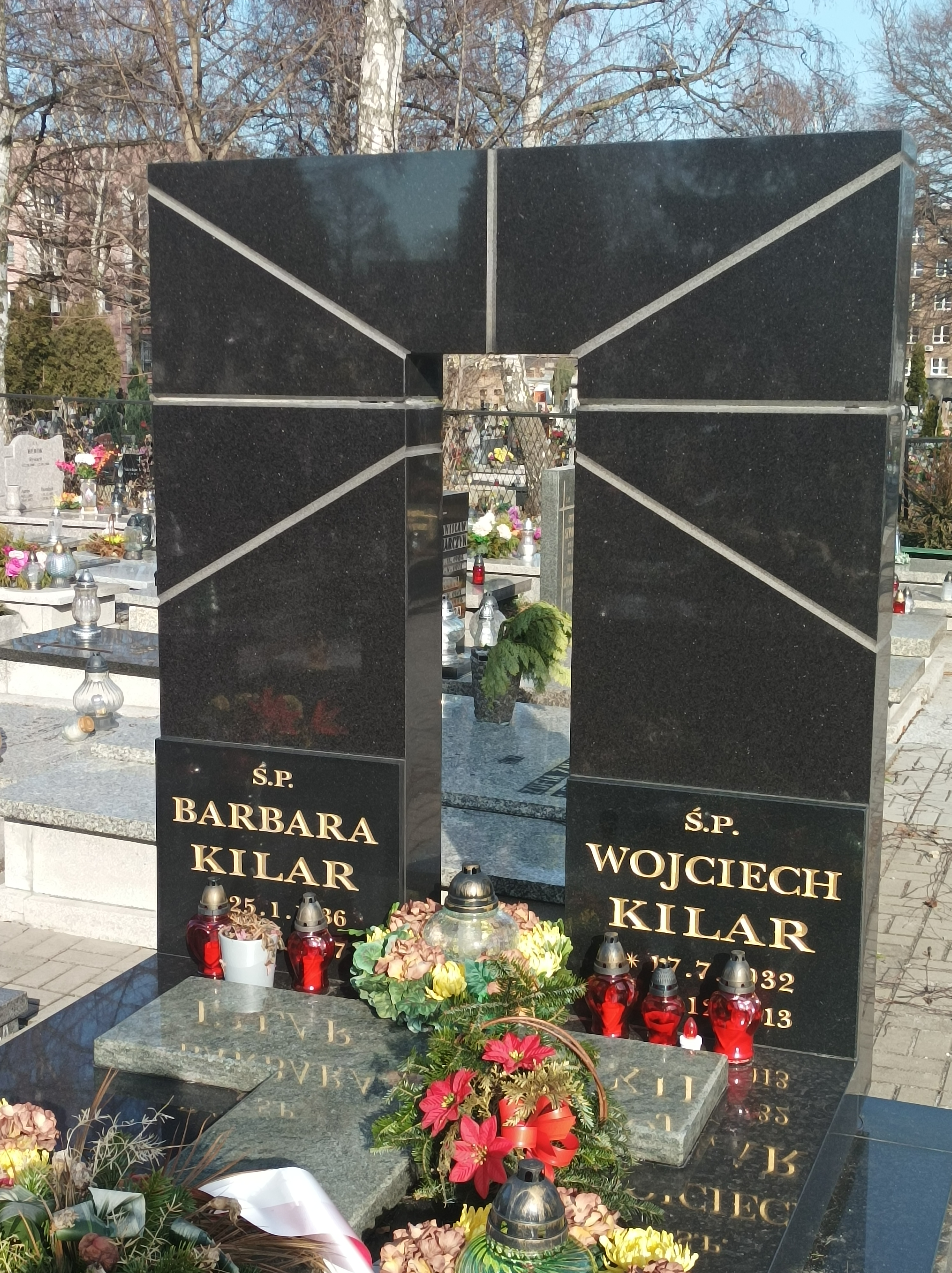
Grób Wojciecha Kilara na cmentarzu przy ul. Sienkiewicza w Katowicach

Był członkiem Rady Patronackiej Instytutu Jagiellońskiego. W 2005 roku członek Honorowego Komitetu Poparcia Lecha Kaczyńskiego w wyborach prezydenckich, następnie podczas kampanii przed wyborami do parlamentu w 2007 roku udzielił wsparcia Prawu i Sprawiedliwości, a po śmierci Lecha Kaczyńskiego w katastrofie lotniczej w Smoleńsku w 2010 roku był Honorowym Przewodniczącym Śląskiego Społecznego Komitetu Poparcia Jarosława Kaczyńskiego w przedterminowych wyborach prezydenckich.
Wojciech Kilar zmarł po kilkumiesięcznej walce z guzem mózgu. Uroczystości pogrzebowe kompozytora odbyły się 4 stycznia 2014 roku w katedrze pw. Chrystusa Króla w Katowicach; przewodniczył im abp Wiktor Skworc, metropolita katowicki. Artysta został pochowany na cmentarzu przy ul. Henryka Sienkiewicza w Katowicach we wspólnym grobowcu ze zmarłą w 2007 roku żoną Barbarą.

## Twórczość
Kilar zadebiutował w końcu lat pięćdziesiątych, biorąc udział w pierwszych edycjach festiwalu Warszawska Jesień. Początkowo jego twórczość pozostawała pod wpływem polskiego i europejskiego neoklasycyzmu. Kompozytor sięgał do klasycznych form i gatunków (Mała uwertura, I i II Symfonia, Sonata na róg i fortepian), także do klasycznej melodyki, orkiestry i brzmienia. Czerpał z dorobku Béli Bartóka, Igora Strawinskiego, Dmitrija Szostakowicza, Siergieja Prokofjewa. W 1960 za odę Béla Bartók in memoriam otrzymał nagrodę Fundacji L. Boulanger w Bostonie.
Od początku lat sześćdziesiątych, m.in. wraz z Krzysztofem Pendereckim i Henrykiem Góreckim, współtworzył nową polską szkołę awangardową oraz nowy kierunek we współczesnej muzyce zwany sonoryzmem, nawiązujący do serializmu i dodekafonii. Ważne utwory z tego okresu to: oparty na wierszu Rilkego Herbsttag (1960), jazzująco-sonorystyczny Riff 62 (1962), sonorystyczne Générique (1963) i Diphthongos (1964), sonorystyczno-dodekafoniczny Springfield Sonnet (1965), Training 68 (1968) oraz minimalistyczno-sonorystyczne Upstairs-Downstairs (1971).
W połowie lat siedemdziesiątych Kilar uprościł swój język muzyczny, zaczął coraz wyraźniej nawiązywać do tradycji, w jego muzyce pojawiły się inspiracje ludowe i religijne. Punktem zwrotnym był Krzesany (1974). Ważne dzieła z tego okresu to: Przygrywka i kolęda (1972) na cztery oboje i smyczki, Bogurodzica (1975) na chór mieszany i orkiestrę, Kościelec 1909 (1976) – poemat symfoniczny napisany na 75-lecie Filharmonii Narodowej i nawiązujący do tragicznej śmierci Mieczysława Karłowicza, Siwa mgła (1979) na baryton i orkiestrę, Exodus (1980), Angelus (1984) na sopran, chór mieszany i orkiestrę symfoniczną, Orawa (1986) na orkiestrę kameralną, Preludium chorałowe (1988).
Również w latach 70., kompozytor skomponował utwór, wykorzystany w czołówce programu informacyjnego – Dziennika Telewizyjnego.
Z okazji przypadającego Jubileuszu 100-lecia Filharmonii Warszawskiej, na zamówienie jej dyrektora Kazimierza Korda, Wojciech Kilar, znany ze swojej religijności, skomponował mszę w intencji pokoju na nowe tysiąclecie: Missa pro pace (A.D. 2000) na sopran, alt, tenor, bas, chór mieszany i orkiestrę symfoniczną. Światowe prawykonanie miało miejsce 12 stycznia 2001 roku w Filharmonii Narodowej w Warszawie. Dzieło przyjęto z wielkim entuzjazmem, stało się tematem książki artystycznej wydanej przez Jacka Wdzięczaka.
Niekwestionowana jest pozycja Kilara jako jednego z najwybitniejszych kompozytorów muzyki filmowej. Napisał muzykę do ponad 130 filmów. Jego związki z filmem zaczęły się już w 1958 roku, kiedy napisał muzykę do Narciarzy N. Brzozowskiej. Współpracował z wieloma reżyserami: Bohdanem Porębą (Hubal, Lunatycy), Andrzejem Wajdą, Kazimierzem Kutzem, Krzysztofem Zanussim (począwszy od Struktury kryształu stworzył muzykę do niemal wszystkich filmów tego reżysera), Krzysztofem Kieślowskim, Stanisławem Różewiczem, Wojciechem Hasem, Tadeuszem Konwickim, Markiem Piwowskim, Romanem Polańskim, Francisem Fordem Coppolą, Jane Campion. O ile sukcesy religijnych utworów komponowanych w ostatnich latach właściwie ograniczają się do polskiej publiczności, to międzynarodowym uznaniem i popularnością cieszy się jego muzyka filmowa, a wyjątkowy sukces kompozytor odniósł Drakulą.
W 1999 roku otrzymał propozycję od reżysera Petera Jacksona na napisanie muzyki do filmu Władca Pierścieni. Kompozytor początkowo się zgodził, ale ostatecznie do współpracy nie doszło.
W 2013 roku został wydany album pt. Wojciech Kilar – Angelus, Exodus, Victoria z utworami Wojciecha Kilara inspirowanymi religią chrześcijańską.

## Ordery i odznaczenia

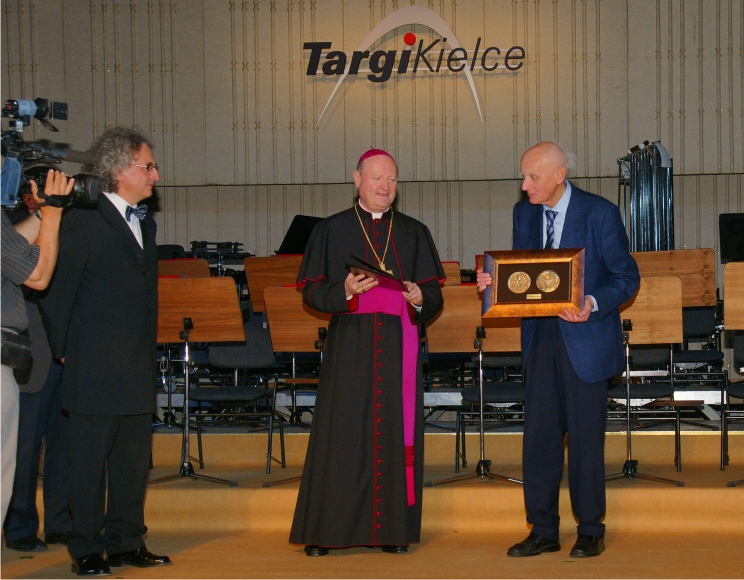
Wojciech Kilar odbiera medal Per Artem Ad Deum

Przez władze PRL był wyróżniony Krzyżem Kawalerskim Orderu Odrodzenia Polski i Odznaką Zasłużonego Działacza Kultury.
W 1993 otrzymał Odznakę honorową Stowarzyszenia Autorów ZAiKS.
Postanowieniem prezydenta RP Aleksandra Kwaśniewskiego z 4 marca 2002 roku został odznaczony Krzyżem Komandorskim z Gwiazdą Orderu Odrodzenia Polski w uznaniu wybitnych zasług dla kultury narodowej, za osiągnięcia w pracy twórczej.
W 2005 roku został odznaczony przez ministra kultury Waldemara Dąbrowskiego Złotym Medalem „Zasłużony Kulturze Gloria Artis” za wybitne osiągnięcia kulturalne rangi międzynarodowej.
Postanowieniem prezydenta Lecha Kaczyńskiego z 19 listopada 2008 roku „za wybitne osiągnięcia w twórczości artystycznej, za propagowanie polskiej kultury w kraju i za granicą” został uhonorowany Krzyżem Wielkim Orderu Odrodzenia Polski, którym został udekorowany tego samego dnia w Katowicach w ramach obchodów 90. rocznicy odzyskania przez Polskę niepodległości.
8 czerwca 2009 roku, podczas targów SacroExpo w Kielcach, odebrał z rąk arcybiskupa Gianfranco Ravasiego Medal Per artem ad Deum (Przez sztukę do Boga), przyznawany przez Papieską Radę ds. Kultury.
3 lipca 2011 roku otrzymał Honorowe Członkostwo Światowego Kongresu Kresowian.
Postanowieniem z 18 kwietnia 2012 roku Wojciech Kilar został „w uznaniu znamienitych zasług dla kultury polskiej, za wybitne osiągnięcia w pracy twórczej” odznaczony Orderem Orła Białego, którym został uhonorowany przez prezydenta Bronisława Komorowskiego 3 maja 2012.

## Nagrody i wyróżnienia

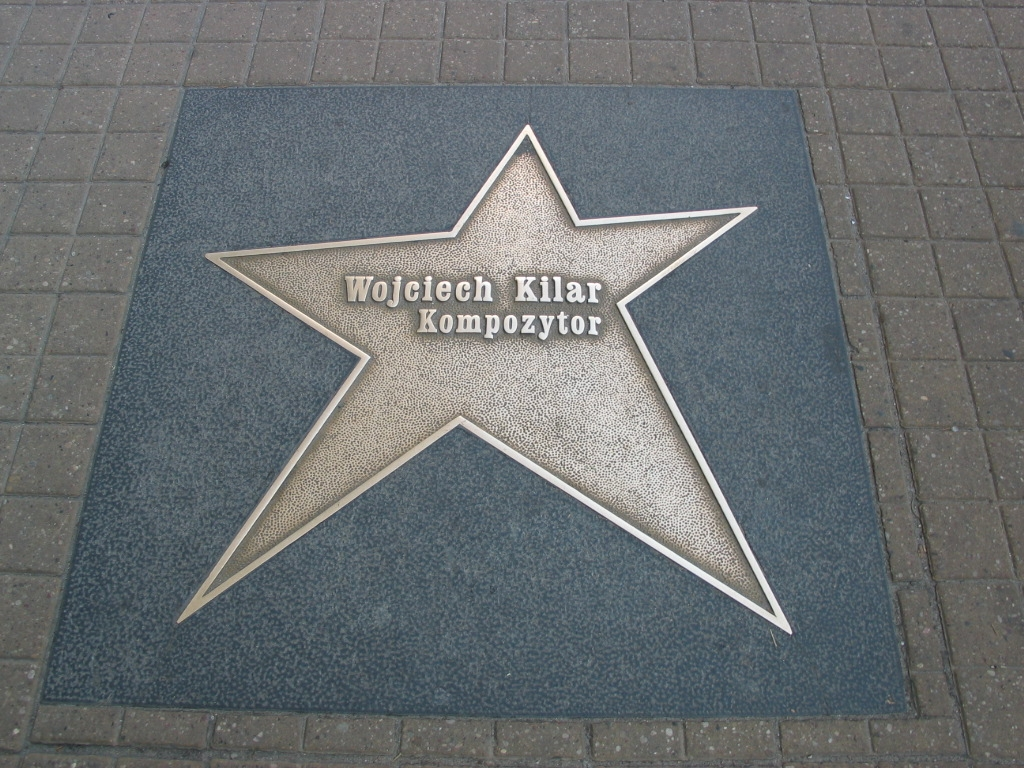
Gwiazda w łódzkiej Alei Gwiazd

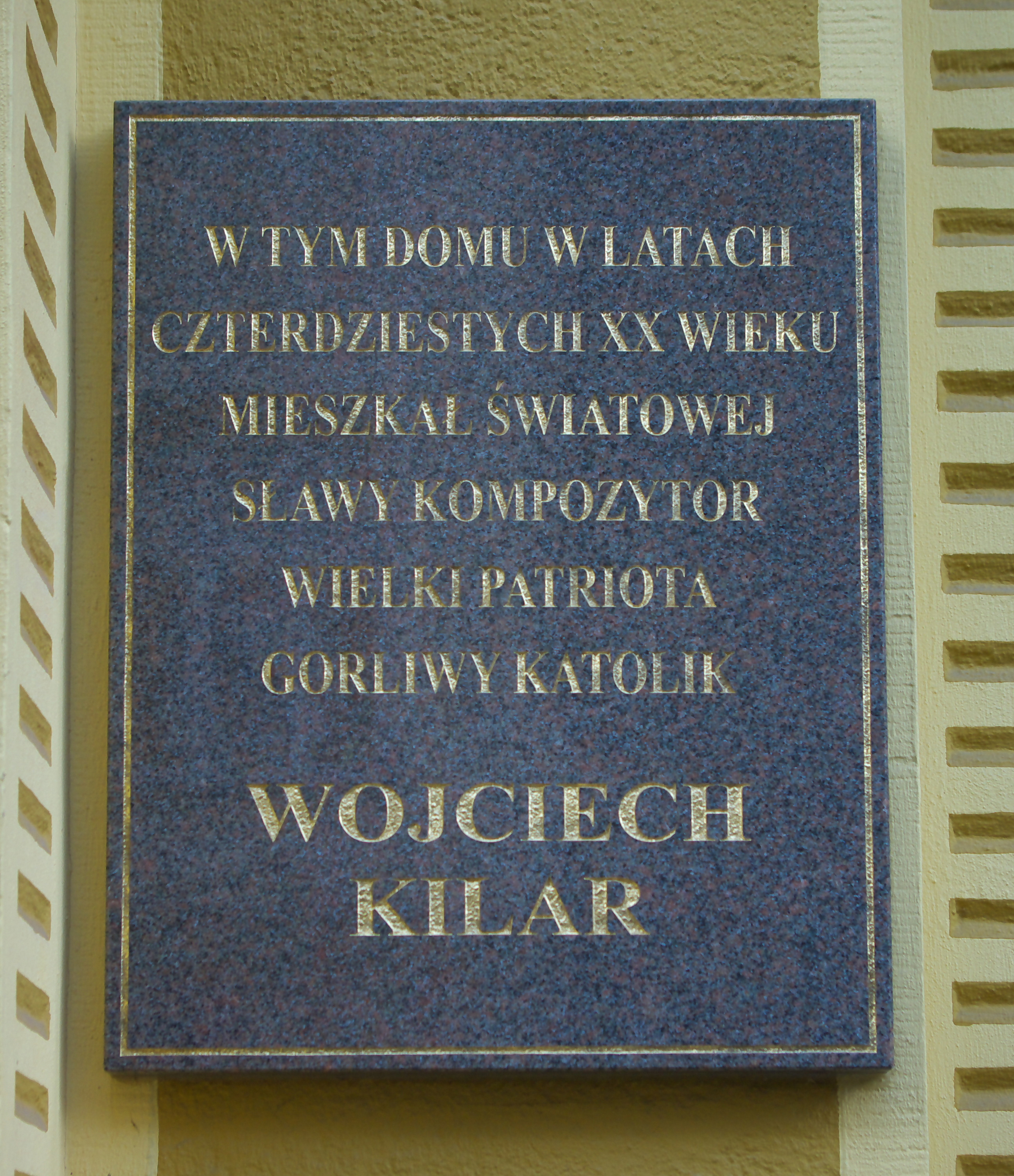
Tablica upamiętniająca Wojciecha Kilara na kamienicy przy ul. Grunwaldzkiej 6 w Rzeszowie

Wojciech Kilar był laureatem wielu nagród:
- 1947 – II nagroda na konkursie Młodych Talentów za własne Dwie miniatury dziecięce
- 1955 – II nagroda za Małą uwerturę na Konkursie Utworów Symfonicznych na V Festiwalu Młodzieży w Warszawie.
- 1960 – nagroda fundacji im. L. Boulanger w Bostonie za Odę Béla Bartók in memoriam
- 1967 – nagroda Ministra Kultury i Sztuki II stopnia[29]
- 1975 – Nagroda Ministra Kultury i Sztuki I stopnia
- 1980 – Nagroda Państwowa I stopnia
- 1971, 1976, 1980 – nagroda muzyczna województwa katowickiego
- 1975 – nagroda Związku Kompozytorów Polskich
- 1975, 1992 – nagroda miasta Katowice
- 1984 – Nagroda Fundacji im. Alfreda Jurzykowskiego w Nowym Jorku
- 1989 – Nagroda Artystyczna Komitetu Kultury Niezależnej NSZZ „Solidarność”
- 1990 – Nagroda Trzech Powstańczych Skrzydeł
- 1990 – Nagroda TV Katowice
- 1995 – Nagroda im. Wojciecha Korfantego przyznana przez Związek Górnośląski
- 1995 – Nagroda Arcybiskupa Metropolity Katowickiego „Lux ex Silesia”
- 1996 – Sonderpreis des Kulturpreises Schlesien des Landes Niedersachsen
- 1998 – Nagroda Specjalna Stowarzyszenia Autorów ZAiKS[19]
- 2000 – Nagroda Złotego Berła
- 2003 – Nagroda im. Karola Miarki[30]
- 2003 – Śląska Nagroda im. Juliusza Ligonia
- 2006 – Perła Honorowa Polskiej Gospodarki w kategorii kultura[31]
- 2008 – Nagroda Feniksa
- 2009 – Członkostwo honorowe Stowarzyszenia Autorów ZAiKS[19]
- 2009 – Medal Per Artem ad Deum (Przez sztukę do Boga), przyznawany przez Papieską Radę ds. Kultury
- 2010 – laureat konkursu Wybitny Polak[32]
- 2011 – Nagroda im. Lecha Kaczyńskiego[33]
- 2012 – Koryfeusz Muzyki Polskiej
- 2012 – Złoty Fryderyk za całokształt twórczości

Ponadto otrzymał nagrody za muzykę filmową: na festiwalach filmowych
- w Łagowie (1970 – Czerwone i złote, 1971 – Romantyczni)
- w Gdańsku (1975 – Ziemia obiecana, Bilans kwartalny, Linia, Znikąd donikąd, 1978 – Spirala)
- w Katanii (1981 – Da un paese lontano)
- na Międzynarodowym Festiwalu Filmowym w Cork w Irlandii (1973 – Szklana kula, 1981 – Da un paese lontano)
- na Prix Louis Delluc (1980 – Le roi et l’oiseau)
- Nagrodę Przewodniczącego Komitetu Kinematografii (1991)
- za muzykę do filmu Bram Stoker’s Dracula – ASCAP Award 1992 w Los Angeles, nagrodę Best Score Composer for a 1992 Horror Film w San Francisco

Za muzykę do filmu Pan Tadeusz Kilar otrzymał Złotą Kaczkę oraz Platynową Płytę za 20 tysięcy sprzedanych egzemplarzy. Za ścieżkę muzyczną do filmu Dracula otrzymał nagrodę Stowarzyszenia Kompozytorów Amerykańskich.
W 1998 został członkiem Polskiej Akademii Umiejętności. 16 października 1998 przy ulicy Piotrkowskiej w Łodzi odsłonięto jego gwiazdę w Alei Gwiazd. W dowód uznania dla jego twórczości otrzymał 10 marca 1998 tytuł doktora honoris causa Uniwersytetu Opolskiego. 9 marca 2001 został laureatem Nagrody Wielkiej Fundacji Kultury za wybitne osiągnięcia w dziedzinie kultury. Od 2006 był Członkiem Rady Programowej Fundacji Centrum Twórczości Narodowej.
Został patronem szkół muzycznych w Dzierżoniowie, Gryficach, Pleszewie, Rzeszowie i szkoły w Wodzisławiu Śląskim. 23 marca 2006 został honorowym obywatelem Katowic, 21 kwietnia 2006 Wodzisławia Śląskiego, zaś w 2006 także honorowym obywatelem województwa opolskiego.
10 października 2009 został laureatem specjalnej, jubileuszowej nagrody Totus 2009, przyznawanej przez Fundację Konferencji Episkopatu Polski Dzieło Nowego Tysiąclecia. Artysta został wyróżniony za: wytrwałe otwieranie dróg piękna, wiodących ku wierze, nadziei i miłości, dokonywanego przez wiele lat i w wielu wymiarach życia.
18 czerwca 2012 Uniwersytet Śląski w Katowicach uhonorował artystę tytułem doktora honoris causa.

## Upamiętnienie
W 1991 roku Krzysztof Zanussi nakręcił o nim film telewizyjny pt. Wojciech Kilar. W 1997 PWM wydało zapis rozmowy z kompozytorem (Podobińska Klaudia, Polony Leszek, Cieszę się darem życia. Rozmowy z Wojciechem Kilarem).
W 2000 roku ukazała się książka, wywiad rzeka pt. Na Jasnej Górze odnalazłem wolną Polskę... i siebie, będąca zapisem rozmowy przeprowadzonej przez o. Roberta Łukaszuka z okazji 70. urodzin kompozytora.
W 2005 roku ukazała się książka Kilar. Żywioł i modlitwa, Kraków 2005.
W 2013 roku powstał film dokumentalny pt. Wojciech Kilar. Credo poświęcony osobie Wojciecha Kilara.
Rada Miasta Katowice uchwałą nr L/1186/14 z 28 maja 2014 roku nadała nazwę Plac Wojciecha Kilara placowi położonemu przy ul. Olimpijskiej, w bezpośrednim sąsiedztwie siedziby Narodowej Orkiestry Symfonicznej Polskiego Radia.
W 2014 roku przez Prezydentów Krakowa i Katowic została ustanowiona Nagroda Kilara. Nagroda jest wręczana wyjątkowym i oryginalnym kompozytorom muzyki filmowej za całokształt twórczości podczas Festiwalu Muzyki Filmowej w Krakowie.
W 2015 roku ukazała się książka Barbary Gruszki-Zych pt. Takie piękne życie. Portret Wojciecha Kilara.
Zespół Państwowych Szkół Muzycznych w Katowicach nosi imię Wojciecha Kilara, a także Polska Filharmonia Sinfonia Baltica w Słupsku.
W 1989 Wojciech Kawiński napisał zadedykowany Kilarowi wiersz Preludium zimowe.

## Dzieła
| - Sonatina na flet i fortepian, 1951 - Kwintet na instrumenty dęte, 1952 - Sonata na róg i fortepian, 1954 - Mała uwertura na orkiestrę, 1955 - Symfonia nr 1 na smyczki, 1955 - Oda Béla Bartók in memoriam, 1956 - Symfonia nr 2 Sinfonia Concertante na fortepian i orkiestrę, 1959 - Koncert na dwa fortepiany i orkiestrę perkusyjną, 1958 - Riff 62 na orkiestrę, 1962 - Générique na orkiestrę, 1963 - Diphthongos na chór mieszany i orkiestrę, 1964 - Springfield Sonnet na orkiestrę, 1965 - Solenne per 67 esecutori na sopran i 66 instrumentów, 1967 - Training 68, 1968 - Upstairs-Downstairs na 2 chóry dziewczęce lub chłopięce i orkiestrę, 1971 - Przygrywka i kolęda na orkiestrę smyczkową i 4 oboje, 1972 - Krzesany na orkiestrę, 1974 - Bogurodzica na chór mieszany i orkiestrę, 1975 - Kościelec 1909 na orkiestrę, 1976 - Siwa mgła na baryton i orkiestrę, 1979 - Exodus na chór mieszany i orkiestrę, 1981 - Victoria na chór mieszany i orkiestrę, 1983 |  | - Angelus na sopran, chór mieszany i orkiestrę, 1984 - Orawa na orkiestrę smyczkową, 1986 - Preludium chorałowe na orkiestrę smyczkową, 1988 - I Koncert na fortepian i orkiestrę, 1997 - Missa pro pace (A.D. 2000) na głosy solowe, chór mieszany i orkiestrę, 2001 - Symfonia nr 3 September Symphony na orkiestrę, 2003 – hołd ofiarom 9/11 - Lament na chór mieszany a capella, 2003 - Symfonia nr 4 Sinfonia de motu na sopran, baryton, chór mieszany i orkiestrę, 2005 – z okazji Światowego Roku Fizyki - Ricordanza na orkiestrę smyczkową, 2005 - Magnificat na głosy solowe, chór mieszany i orkiestrę, 2006 - 4 Mazurki na fortepian 2006 - Symfonia nr 5 Adwentowa na chór mieszany i orkiestrę, 2007 - Te Deum na głosy solowe, chór mieszany i orkiestrę, 2008 – z okazji 90. rocznicy odzyskania niepodległości Polski. - Veni Creator na chór mieszany i orkiestrę smyczkową, 2008 - Hymn Paschalny na chór mieszany a capella, 2008 - Uwertura uroczysta na orkiestrę, dedykowana miastu Katowice, 2010 - II Koncert na fortepian i orkiestrę, 2011 - Lumen na chór mieszany a capella, 2011 - 4 Sonety do Laury na baryton i fortepian 2012 - Modlitwa do Małej Tereski na chór mieszany a capella, 2013 |

## Filmografia
- Narciarze, 1958
- Lunatycy, 1959
- Nikt nie woła, 1960
- Tarpany, 1961
- Milczące ślady, 1961
- Spotkanie w Bajce, 1962
- Rodzina Milcarków, 1962
- I ty zostaniesz Indianinem, 1962
- Głos z tamtego świata, 1962
- Czerwone berety, 1962
- Milczenie, 1963
- Kryptonim Nektar, 1963
- Daleka jest droga, 1963
- Późne popołudnie, 1964
- Pięciu, 1964
- Orfeusz, 1964
- Obok prawdy, 1964
- Daleka jest droga, 1964
- Giuseppe w Warszawie, 1964
- Echo, 1964
- Ciemnogród, 1964
- Wyspa złoczyńców, 1965
- Trzy kroki po ziemi, 1965
- Jutro Meksyk, 1965
- Katastrofa, 1965
- Salto, 1965
- Marysia i Napoleon, 1966
- Powrót na ziemię, 1966
- Piekło i niebo, 1966
- Ktokolwiek wie..., 1966
- Chudy i inni, 1966
- Cała naprzód, 1966
- Bumerang, 1966
- Bicz Boży, 1966
- Sami swoi, 1967
- Westerplatte, 1967
- Upiór, 1967
- Stajnia na Salvatorze, 1967
- Morderca zostawia ślad, 1967
- Maria Skłodowska-Curie, 1967
- Wilcze echa, 1968
- Tabliczka marzenia, 1968
- Ostatni po Bogu, 1968
- Molo, 1968
- Człowiek z M-3, 1968
- Lalka, 1968
- Samotność we dwoje, 1968
- Dancing w kwaterze Hitlera, 1968
- Przygody pana Michała, 1969
- Sól ziemi czarnej, 1969
- Struktura kryształu, 1969
- Czerwone i złote, 1969
- Sąsiedzi, 1969
- Tylko umarły odpowie, 1969
- Zbrodniarz, który ukradł zbrodnię, 1969
- Życie rodzinne, 1970
- Romantyczni, 1970
- Rejs, 1970
- Przystań, 1970
- Pierścień księżnej Anny, 1970
- Martwa fala, 1970
- Lokis. Rękopis profesora Wittembacha, 1970
- Góry o zmierzchu, 1970
- Bolesław Śmiały, 1971
- Brylanty pani Zuzy, 1971
- Die Rolle, 1971
- Gwiazda wytrwałości, 1971
- Perła w koronie, 1971
- Hipoteza, 1972
- Iluminacja, 1972
- Opętanie, 1972
- Szklana kula, 1972
- Zazdrość i medycyna, 1973
- Hubal, 1973
- Drzwi w murze, 1973
- Wielka miłość Balzaka, 1973
- Ziemia obiecana, 1974
- Morderstwo w Catamount, 1974
- Linia, 1974
- Bilans kwartalny, 1974
- Znikąd donikąd, 1975
- Trzecia granica, 1975
- Miłosierdzie płatne z góry, 1975
- Jarosław Dąbrowski, 1975
- Barwy ochronne, 1976
- Smuga cienia, 1976
- Trędowata, 1976
- Ptaki, ptakom..., 1976
- Z punktu widzenia nocnego portiera, 1977
- Dom kobiet, 1977
- Lekcja anatomii, 1977
- Rodzina Połanieckich, 1978
- Spirala, 1978
- Drogi pośród nocy, 1979
- Ród Gąsieniców, 1979
- Paciorki jednego różańca, 1979
- Krzesany, 1979
- David, 1979
- Król i ptak (Le Roi et l’Oiseau), 1980
- Pomnik, 1980
- Kontrakt, 1980
- Constans, 1980
- Pokuszenie, 1981
- Przypadek, 1981
- Z dalekiego kraju, 1981
- Niedostępna, 1982
- Imperatyw, 1982
- Na straży swej stać będę, 1983
- Marynia, 1983
- Credo..., 1983
- Sinobrody, 1983
- Rok spokojnego słońca, 1984
- Kronika wypadków miłosnych, 1985
- Paradygmat, czyli potęga zła, 1985
- Wkrótce nadejdą bracia, 1985
- Wygasłe czasy, 1987
- Gdzieśkolwiek jest, jeśliś jest..., 1988
- Stan posiadania, 1989
- Korczak, 1990
- Le retour, 1990
- Napoleon, 1990
- Życie za życie. Maksymilian Kolbe, 1990
- Długa rozmowa z ptakiem, 1990
- Dracula, 1992
- Mucha, 1992
- Dotknięcie ręki, 1992
- König der letzten Tage, 1993
- Śmierć i dziewczyna, 1994
- Faustyna, 1994
- Śmierć jak kromka chleba, 1994
- Legenda Tatr, 1994
- Maja Komorowska, 1994
- Duch z szoferem, 1995
- Dar serca, 1995
- Cwał, 1995
- Portret damy, 1996
- Sześć pieśni z Wyspiańskim, 1996
- Opowieści weekendowe: Niepisane prawa, 1996
- Opowieści weekendowe: Słaba wiara, 1996
- Opowieści weekendowe: Damski interes, 1996
- Opowieści weekendowe: Urok wszeteczny, 1996
- Opowieści weekendowe: Dusza śpiewa, 1997
- Opowieści weekendowe: Ostatni krąg, 1997
- Opowieści weekendowe: Linia opóźniająca, 1997
- Śląsk Kazimierza Kutza, 1997
- Brat naszego Boga, 1997
- Tydzień z życia mężczyzny, 1999
- Dziewiąte wrota, 1999
- Skowronek, 1999
- Pan Tadeusz, 1999
- Jest taki teatr, 1999
- Opowieści weekendowe: Skarby ukryte, 2000
- Życie jako śmiertelna choroba przenoszona drogą płciową, 2000
- Salwa, 2000
- Kreacje, 2000
- Pamiętam, 2000
- Pianista (The Pianist), 2002
- Zemsta, 2002
- Suplement, 2002
- Golgota jasnogórska Dudy-Gracza, 2002
- Philosopher's paradise, 2004
- Persona non grata, 2005
- Królowie nocy, 2007
- Kraków Jana Pawła II, 2005
- Czarne słońce, 2007
- Serce na dłoni, 2008
- Poste restante, 2008
- Głosy wewnętrzne, 2008
- Rewizyta, 2009
- Profesor od serca. Zbigniew Religa, 2010
- Dies luctus, 2011
- Obce ciało, 2014